# Isabel Ice
Isabel Ice (Cardiff, Gales; 15 de abril de 1982) es una actriz pornográfica británica retirada.

## Biografía
Isabel Ice, nombre artístico de Claire Marsh, nació en la ciudad de Cardiff, en Gales (Reino Unido), en abril de 1982. Creció en Glamorganshire y asistió a una escuela católica hasta los 16 años de edad. Se trasladó de nuevo a Cardiff, donde cursó estudios universitarios. No llegó a terminar los mismos, ya que se trasladó a Tailandia, donde empezó a trabajar como profesora de inglés durante un año. Terminado ese tiempo, volvió a Reino Unido. Se instaló en Londres y asistió a la Universidad, donde consiguió la licenciatura en Criminología y en Estudios ingleses. Después de una breve estancia en España, y de trabajar en un club en el Soho, en 2003 le realizaron una oferta para trabajar en la industria pornográfica estadounidense.
Una vez dentro de la industria, llegó a alzarse con un Premio AVN en 2007 a la Mejor escena de sexo en producción extranjera por Out Numbered 4. En 2008 fue nominada en la misma categoría por su trabajo en Rocco Animal Trainer 23. Además, en esos mismos años, fue galardonada en los Premios UKAFTA de la industria británica, que la nombró en 2007 Mejor actriz británica y, en 2008, Mejor actriz de reparto.
Algunas películas de su filmografía son Private Specials 2 - British MILFS, Hairy Pussy Shampooed With Cum, Best of British, Load Warriors, Poker Room, She's Got a Cum Fixation 2 o Team Squirt 7.
En 2009 decidió retirarse, apareciendo en más de 360 películas como actriz entre producciones originales y compilaciones.

## Premios y nominaciones
| Año  | Ceremonia      | Resultado | Premio                                        | Trabajo                 |
| ---- | -------------- | --------- | --------------------------------------------- | ----------------------- |
| 2007 | Premios AVN    | Nominada  | Artista femenina extranjera del año           | —                       |
| 2007 | Premios AVN    | Ganadora  | Mejor escena de sexo en producción extranjera | Out Numbered 4          |
| 2007 | Premios UKAFTA | Ganadora  | Premio BGAFD Mejor actriz británica           | —                       |
| 2008 | Premios AVN    | Nominada  | Artista femenina extranjera del año           | —                       |
| 2008 | Premios AVN    | Nominada  | Mejor escena de sexo en producción extranjera | Rocco Animal Trainer 23 |
| 2008 | Premios UKAFTA | Ganadora  | Mejor actriz de reparto                       | —                       |